# اوراکل (ماتریکس)
اوراکل (به انگلیسی: Oracle) یا پیشگو یک شخصیت داستانی در فیلم ماتریکس است. واچوفسکی‌ها این شخصیت را خلق کردند و گلوریا فاستر در فیلم اول و دوم و مری آلیس در فیلم سوم این شخص را بازی کرده‌اند.
یک مقیم غیر طبیعی در ماتریکس. او می‌تواند آینده را ببیند. مورفیس اعضای خدمه خود را به دیدن او می‌برد. او همچنین مسئول اصلی پیشگویی است که درباره وجود شخص یگانه بحث می‌کند.